# Зоран Петровић (фудбалски судија)
Зоран Петровић (Београд, 10. април 1952 — 8. август 2024) био је српски фудбалски судија са интернационационалним искуством.

## Биографија
Као фудбалер прошао је све селекције београдског Патизана. Судијски испит положио је још 1970, са 18 година. На прволигашкој сцени дебитовао је 1979. као главни судија првенственог меча Сарајево-Вардар. Судио је на 187 прволигашких мечева. Интернационалац је са знаком ФИФЕ од 1981. Први међународни меч на коме је судио био је меч на Митропа купу. У каријери је делио правду на 54 клупске међународне утакмице и 42 међудржавна сусрета. Два пута је био на светским првенствима. У Мексику 1986. два пута је био главни и четири помоћни судија, а у Италији 1990. два пута главни и четири пута помоћни судија. Главни судија финалног меча Супер купа (Милан-Сампдорија) 1990. и реванш меч финала Купа УЕФА 1992. (Ајакс-Торино). Као професионалац судио је утакмице и у Џеј лиги (1994—1997). Опростио се 1997. делећи правду на пријатељској утакмици Урава ред дајмондс-Манчестер јунајтед. Посматрач УЕФА коме је указана част и поверење да оцењује судије.
По занимању је био инжењер, дипломирао је на Технолошком факултету у Београд